# Bryta ut en faktor

En bild som visar den distributiva egenskapen som används vid utbrytning.

Att bryta ut en faktor är att applicera den distributiva lagen för multiplikation "baklänges":
{\displaystyle a\cdot b+a\cdot c=a(b+c)}
för att exempelvis lösa en ekvation.

## Exempel
En lösning av den enkla ekvationen {\displaystyle 2x+3x=1\ } kan gå till såhär:
{\displaystyle {\begin{aligned}2x+3x&=1\\(2+3)x&=1\\5x&=1\\x&={\frac {1}{5}}\\\end{aligned}}}
När man utför den intuitiva förenklingen (första steget) {\displaystyle 2x+3x=5x\ } bryter man egentligen ut x: {\displaystyle 2x+3x=(2+3)x=5x\ }
Denna insikt är bra att ha när man ska lösa mer komplicerade ekvationer, till exempel
{\displaystyle {\begin{aligned}{\sqrt {2}}x+{\sqrt {3}}x&=1\\({\sqrt {2}}+{\sqrt {3}})x&=1\\x&={\frac {1}{{\sqrt {2}}+{\sqrt {3}}}}\\\end{aligned}}}

## Polynom
En vanligt förekommande faktorutbrytning förekommer i polynom. Säg att man ska lösa ekvationen
{\displaystyle x^{5}+4x^{4}-4x^{3}=0\,}
då man först kan bryta ut faktorn {\displaystyle x^{3}}:
{\displaystyle x^{3}(x^{2}+4x-4)=0\,}
och sedan dela upp det i två fall, antingen så är {\displaystyle x^{3}=0} eller så är {\displaystyle x^{2}+4x-4=0}. 
Det är svårare att se mer komplicerade fall när det gäller polynom, exempelvis att
{\displaystyle x^{3}-x-6=(x-2)(x^{2}-2x+3)\,.}
Något som görs enklare av faktorsatsen och polynomdivision.